# Будзич, Хенрик
Хе́нрик Бу́дзич (пол. Henryk Budzicz; род. 11 июня 1953, Ольштын) — польский гребец-байдарочник, выступал за сборную Польши во второй половине 1970-х годов. Двукратный чемпион мира, участник летних Олимпийских игр в Монреале, победитель многих регат национального и международного значения.

## Биография
Хенрик Будзич родился 11 июня 1953 года в городе Ольштыне Варминьско-Мазурского воеводства. Активно заниматься греблей начал в раннем детстве, проходил подготовку в спортивном клубе «Гвардия» в Ополе под руководством тренера Богдана Енджейевского.
В возрасте двадцати двух лет благодаря череде удачных выступлений удостоился права защищать честь страны на летних Олимпийских играх 1976 года в Монреале — участвовал в программе байдарок-четвёрок на дистанции 1000 метров, дошёл до финальной стадии и показал в решающем заезде пятый результат, немного не дотянув до призовых позиций.
Первого серьёзного успеха на взрослом международном уровне Будзич добился в 1977 году, когда попал в основной состав польской национальной сборной и побывал на чемпионате мира в болгарской Софии, где одержал победу в четвёрках на пятистах и тысяче метрах, став таким образом двукратным чемпионом мира. Год спустя выступил на мировом первенстве в югославском Белграде, откуда привёз награду бронзового достоинства, полученную в зачёте байдарок четвёрок на полукилометровой дистанции. Вскоре по окончании этих соревнований принял решение завершить спортивную карьеру, уступив место в сборной молодым польским гребцам.